# Montgé-en-Goële
Montgé-en-Goële is een gemeente in het Franse departement Seine-et-Marne (regio Île-de-France) en telt 685 inwoners (2005). De plaats maakt deel uit van het arrondissement Meaux.

## Geografie
De oppervlakte van Montgé-en-Goële bedraagt 11,5 km², de bevolkingsdichtheid is 59,6 inwoners per km².
De onderstaande kaart toont de ligging van Montgé-en-Goële met de belangrijkste infrastructuur en aangrenzende gemeenten.

## Demografie
Onderstaande figuur toont het verloop van het inwonertal (bron: INSEE-tellingen).

1. ↑  Populations de référence 2022.